# Шюрман-Хорстер, Вильгельм
Вильгельм Шюрман-Хорстер (нем. Wilhelm Schürmann-Horster; 21 июня 1900 года, Кёльн, Германия — 9 сентября 1943 года, Берлин, Германия) — немецкий актёр, антифашист, член движения Сопротивления во время Второй мировой войны, член организации «Красная капелла».

## Биография
Солдатом был призван в армию и принимал участие в Первой мировой войне, с которой вернулся убежденным пацифистом. В 1923 году стал членом Коммунистической партии Германии. До 1933 года служил актером в нескольких театрах в Рейнской области и Вестфалии, в том числе в Хагене, Годесберге и Дюссельдорфе. В 1934 году был арестован за членство в запрещенной нацистами компартии, но из-за отсутствия доказательств оправдан Высшим апелляционным судом Хамма. С 1937 года работал фрилансером для различных кинокомпаний. В ноябре 1941 года был принят на место режиссёра и драматурга в театр в пограничном городе Констанца.
На костюмированном балу в Академии искусств в 1938 году в Берлине познакомился со скульптором Кай-Гуго фон Брокдорфом и его женой Эрикой. Это знакомство положило начало дискуссионному кружку, в который также входили Ютта и Виктор Дубински, Рутхильд Хане, Анна Бергер и Фридрих Шауэр. В 1939 году в собраниях кружка принимали участие Карл Бёме, Ганс Коппи и Вольфганг Тисс, а с середины 1941 года Герберт Грассе и Ойген Нойтерт. В 1940 году они организовали ячейку движения Сопротивления. Эта группа занималась изданием антифашистских брошюр, листовок и их активным распространением, став частью организации, получившей название «Красная капелла».

### Арест и казнь
29 октября 1942 года был арестован гестапо. Народная судебная палата в Констанце 21 августа 1943 года признала его виновным и приговорила к смертной казни. Вильгельм Шюрман-Хорстер был повешен в Плётцензее в Берлине 9 сентября 1943 года.

### Память
В сентябре 2007 года в память о Вильгельме Шюрман-Хорстере был установлен мемориальный камень перед городским театром в Констанце. Его имя также носит одна из улиц города.